# 分析
分析（ぶんせき、希: ἀνάλυσις、羅、英: analysis、 独、仏: analyse）は、
1. ある物事を分解して、それらを成立させている成分・要素・側面を明らかにすること。
  1. 物質の鑑識・検出、また化学的組成を定性的・定量的に鑑別すること。記事 分析化学に詳しい。
  2. 概念の内容を構成する諸徴表を各個別に分けて明らかにすること。
  3. 証明するべき命題から、それを成立させる条件へ次々に遡っていくやり方。

分析の対義語としては、総合が挙げられる。

## 分析方法
分析については、マトリックス表を作成したり、要素の分類を行ったりするなどの作業が行われる。また、分析した事柄に対して証明を行うためには、演繹法と帰納法による証明が行われる。演繹法が用いられる分析は、既知の定義や公理を用いて証明する方法である。それに対して、未知の定義や公理を証明するためには、帰納法による証明が必要になることが多い。なぜならば、既知ではない概念等を証明するためには、ある程度の規模の数値的データや定性的データを用いた証明方法が必要だからである。また、演繹法が用いられる局面は、既存の公理系の内部に矛盾が存在しない場合の系の分析に限られるからである。
社会科学の分析は、事実解明的分析と規範的分析に分類される。規範的分析は価値判断を含む分析で、事実解明的分析は価値判断を含まない。